# Partido del Congreso de la Independencia de Madagascar
El Partido del Congreso de la Independencia de Madagascar (en francés: Parti du Congrès de l'Indépendence de Madagascar; en malgache: Antoko'ny Kongresi'ny Fahaleovantenan'i Madagasikara) es un partido político comunista de Madagascar.
El AKFM, por sus siglas en malgache, fue fundado el 8 de noviembre de 1958. Una de las organizaciones que tomó parte de la fundación del Partido fue la UPM de Francis Sautron. El presidente fundador fue Richard Andriamanjato, un pastor protestante de la etnia merina que había desarrollado lazos con el Partido Comunista Francés. A lo largo de su historia el AKFM ha sido dominado por los merina. El AKFM era partidario de la independencia inmediata durante los últimos años del colonialismo francés en la isla. En sus inicios, el Partido tenía sus núcleos fuertes en Antananarivo y Antsiranana.
Entre 1960 y 1990, la Secretaria General del AKFM fue Gisèle Rabesahala.
En octubre de 1959, el AKFM ganó las elecciones municipales en Antananarivo, con 25 de los 37 escaños. Ese mismo día la candidatura del AKFM y FISEMA ganó en la actual ciudad de Antsiranana, antes conocida como Diego-Suárez, donde Sautron ya ejercía como alcalde. La candidatura AKFM-FISEMA obtuvo 19 de 27 escaños, siendo Sautron revalidado en el cargo.
A partir de 1976 el AKFM formaba parte de la coalición que gobernaba la República Democrática de Madagascar.
En marzo de 1989, Andriamanjato rompió con el Partido y formó el AKFM-Renovación, partidario de Albert Zafy.
- Datos: Q4345993